# Lockeport
Lockeport är en ort i Kanada.   Den ligger i provinsen Nova Scotia, i den sydöstra delen av landet, 900 km öster om huvudstaden Ottawa. Lockeport ligger 8 meter över havet och antalet invånare är 588.
Terrängen runt Lockeport är platt. Havet är nära Lockeport söderut. Trakten är glest befolkad. Närmaste större samhälle är Shelburne, 18,3 km väster om Lockeport. 